# شهرستان شکی
شکی (به لاتین: Şəki) نام بخشی در شمال جمهوری آذربایجان است که نباید با شهر شکی اشتباه گرفته شود. این بخش، شهر شکی را در خود محصور کرده‌است.